# 横浜市立東高等学校
横浜市立東高等学校（よこはましりつひがしこうとうがっこう）は、神奈川県横浜市鶴見区馬場三丁目に所在する市立の高等学校。

## 設置学科
- 単位制 普通科
  - 普通科には入試に海外帰国生特別募集があり、海外帰国生も受け入れている。

## 概要
横浜市立高校では唯一の海外帰国生徒受け入れ校である。2018年ユネスコスクールに認定され、横浜市のESD推進拠点校にも指定されている。 
社会貢献活動が、伝統の一つであり、全生徒が何らかの形で社会貢献活動を行なっている
部活動は、サッカー部、ラクロス部などの活躍が目立つ。特にサッカー部は、全国高等学校サッカー選手権神奈川県大会では2011年度に準決勝、2015年度には決勝に進出している。
横浜市立高校であるため、横浜市立大学への指定校推薦枠がある。

## 職員勤務時間
開始時刻は午前8時、終了時刻は午後4時30分。

## 沿革
- 1963年2月1日 - 横浜市東高等学校設立認可。横浜市中区扇町4-132 横浜市立横浜工業高等学校寿分校を仮校舎とする。翠嵐、鶴見、川和の各校と共に横浜北部学区に属す。
- 1963年4月6日 - 横浜市開港記念会館にて開校式
- 1964年11月10日 - 現在地に移転。
- 1981年4月1日 - 学区改編により、横浜東部学区に属す。
- 2003年4月1日 - 2学期制開始。
- 2004年4月1日 - 単位制開始。学区が横浜市全域に変更される。
- 2012年4月1日 - 3学期制開始。 平成24年度入学生の教育課程が変更される。[2]

## 旧学区
学区撤廃以前は「横浜東部学区」（1981－2004年度／以下各校）に属していた。
- 神奈川県立横浜翠嵐高等学校
- 神奈川県立鶴見高等学校
- 横浜市立東高等学校
- 神奈川県立港北高等学校
- 神奈川県立新羽高等学校
- 神奈川県立寛政高等学校（2004年平安高等学校と統合、神奈川県立鶴見総合高等学校となる。
- 神奈川県立平安高等学校（1983年開校、2004年寛政高等学校と統合、神奈川県立鶴見総合高等学校となる。
- 神奈川県立岸根高等学校（1983年開校）
- 神奈川県立城郷高等学校（1987年開校）

## 交通
出典 : 
| 系統   | 下車停留所                              | 運行事業者 |
| ------ | --------------------------------------- | ---------- |
| 38・41 | 「東高校前」                            | ■横浜市営  |
| 鶴01   | 「東高校入口」または「馬場谷」、徒歩5分 | ■臨港バス  |

## 主な出身者
- 梨本謙次郎（俳優）
- 西山毅（ギタリスト・HOUND DOG）
- 小野瀬雅生（ギタリスト・クレイジーケンバンド）
- 原めぐみ（歌手）
- 山口智史（RADWIMPS）
- ミートボール吉野（AV男優）
- 小幡康裕（コアラモード.）
- 鈴木陽子（女子ラグビー選手）
- 小澤陽子（フジテレビアナウンサー）
- 杉田ハピネス（ヨガインストラクター）